# Нюрбург
Нюрбург (нім. Nürburg) — громада в Німеччині, розташована в землі Рейнланд-Пфальц. Входить до складу району Арвайлер. Складова частина об'єднання громад Аденау.
Площа — 3,63 км2. Населення становить 166 ос. (станом на 31 грудня 2020).
Розташована в мальовничих горах Айфель

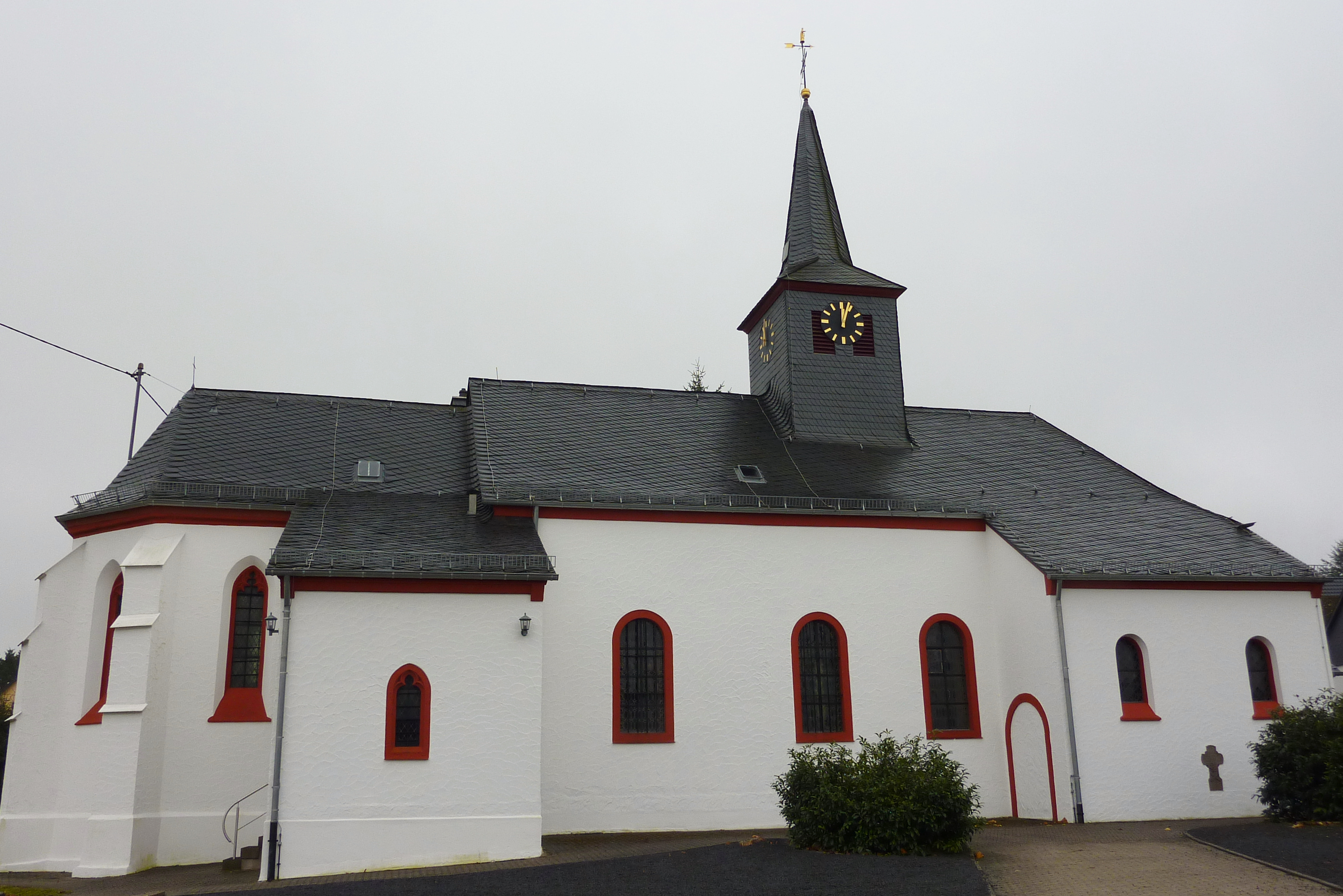
Церква Святого Миколая

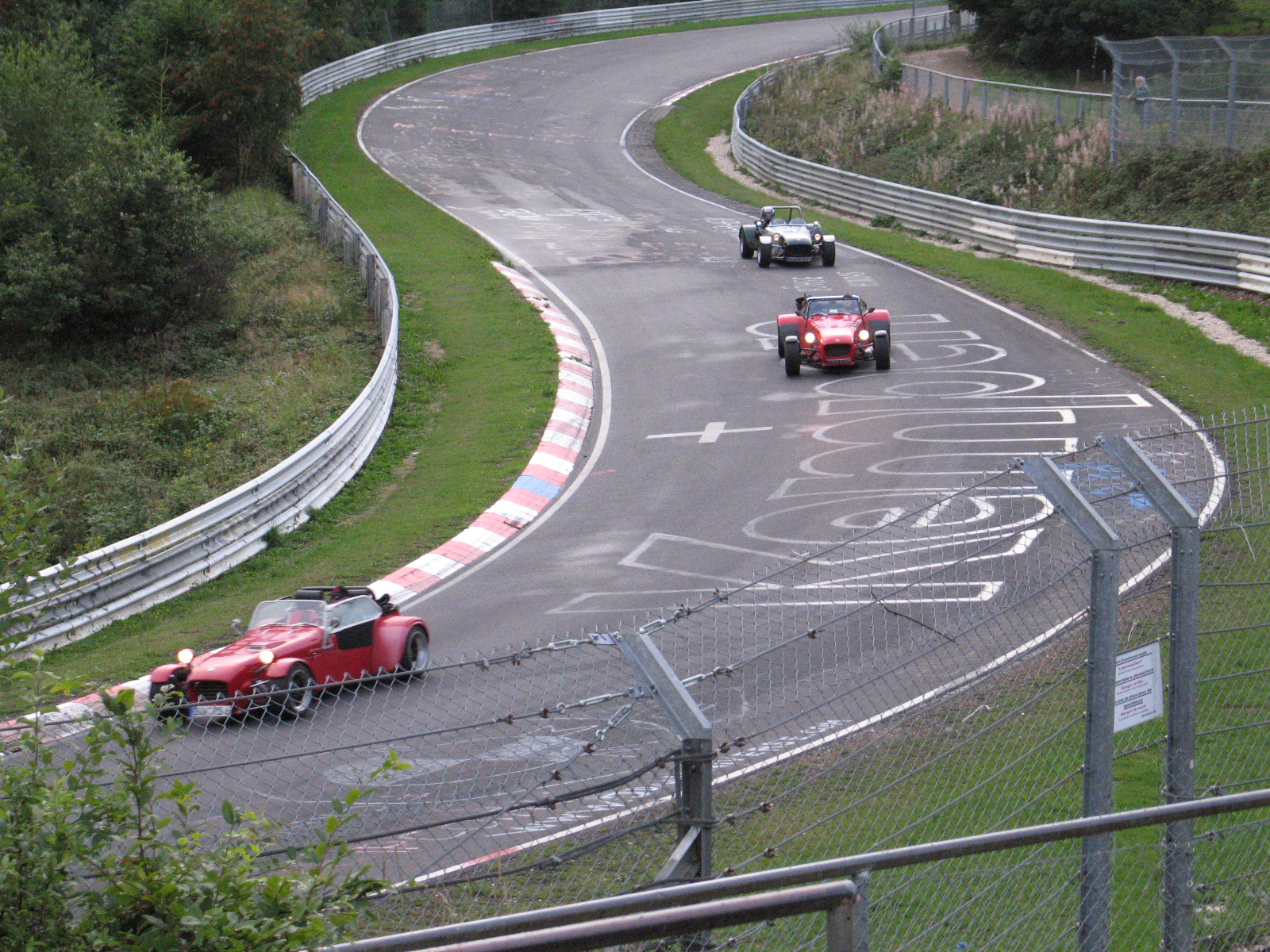
Ділянка автодрому (автомобілі Caterham)

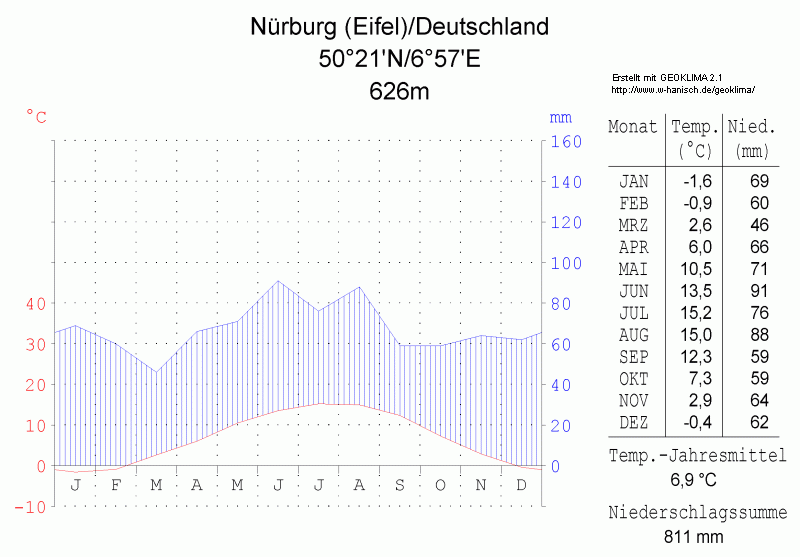
Кліматична карта

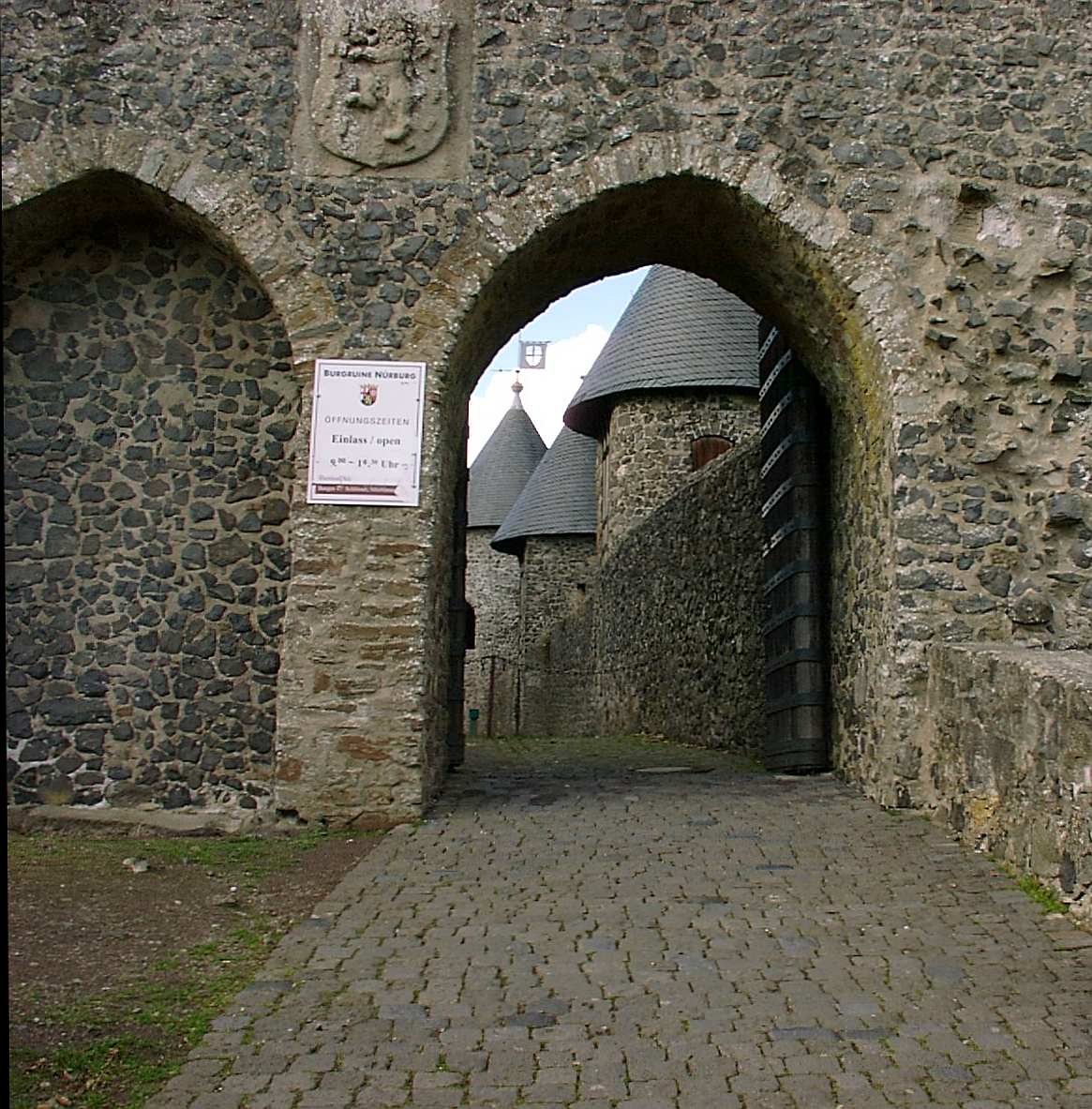
Вхідна брама у нюрбурзький замок

## Селище
Селище знамените своїм однойменним замком, розташованої поруч трасою з Формули-1 - Нюрбургрингом. Також тут проходить відомий музичний фестиваль Rock am Ring.
Крім того селище відоме своєю  великою кількістю крамниць із продажу автомобільних моделей. А з не давніх часів у селищі майже всі німецькі автовиробники відкрили свої гаражі для тестування нових автомобілів. Поступово свої об`єкти будують і інші провідні світові автоконцерни. Сьогодні спостерігається поступовий та стабільний ріст туристичної відвідуваності, що потягнуло за собою значний ріст цін нерухомості у регіоні. Найдешевші апартаменти сьогодні тут можна придбати мінімум за сто тисяч євро.